# Roodbruine zandvezelkop
De roodbruine zandvezelkop (Inocybe subporospora) is een paddenstoel uit de familie Inocybaceae. Hij vormt ectomycorrhiza bij loofbomen, eik (Quercus) en kruipwilg (Salix repens) in struwelen en lanen op kalkrijk zand of leem.

## Verspreiding
In Nederland komt hij zeer zeldzaam voor. Hij staat op rode lijst in de categorie 'ernstig bedreigd'.